# Fontaine des Brigittins
La Fontaine des Brigittins est une fontaine située dans la commune de Péruwelz en Belgique. Elle se situe plus particulièrement dans le parc Edouard Simon.

## Le château de la Rue Albert I
Au XIVe siècle, Baudouin de Péruwelz et son épouse Isabeau de Rœulx donnent aux personnes démunies un grand jardin face au château. Le grand jardin sert d’emplacement pour la construction d’un hôpital dans le but de loger et de soigner les personnes dans le besoin. Au sein du jardin jaillissent de nombreuses sources où les habitants du bourg viennent chercher l’eau.

## La Sainte Marie aux Fontaines
En 1757, Les Brigittins (ils sont chargés du service spirituel des habitants de la ville de Péruwelz ainsi que des lieux voisins) fondent un monastère, nommé « Sainte- Marie aux Fontaines » sur le jardin de l’hôpital dans lequel ils construisent une fontaine. La fontaine est construite à l’aide de pierres et d’un bec de bronze déversant l’eau dans un large bassin en demi-lune.

## La fontaine du Square Albert I
En 1784, le monastère est supprimé par un édit de Joseph II d’Autriche et, en 1860, la fontaine des Brigittins est déplacée. Les eaux de la fontaine sont alors amenées par un conduit près du pont qui sert d’entrée à l’ancien château, où un bassin et un lavoir contigus sont bâtis. Désormais, en 1900, la fontaine des Brigittins devient la fontaine du Square et elle est composée de trois bassins : le premier, le plus ancien, est réservé à l’alimentation et à l’eau potable ; le deuxième est utilisé pour le rinçage des linges ; et le troisième, l’abreuvoir, sert aux ballotins (bassin où l’on baigne la laine),.

## Le lavoir Dubuisson-Coppin
En 1912, les époux Dubuisson-Coppin offrent une galerie vitrée à la ville qui permet aux femmes et aux hommes d’être protégés en cas d’intempéries lorsqu’ils viennent à la fontaine du Square. La galerie est construite en métal et en verre. Une inscription est placée sur le fronton et porte le nom du couple « Les époux Dubuisson-Coppin ».
De nombreuses personnes viennent y chercher de l’eau. Cependant, la galerie vitrée n’est plus présente depuis plusieurs décennies, mais l’inscription sur le fronton existe toujours.
Quant au lavoir, il est classé depuis le 7 novembre 1988.